# Cascades Kagera
Les cascades Kagera o cascades de Karera són un conjunt d'espectaculars cascades situades al sud-est de Burundi, al sud de Rutana. Les cascades ocupen més de 142 hectàrees, formades per sis caigudes d'aigua dividides en tres nivells.

## Descripció de la zona
En un primer nivell, es troba una caiguda d'aigua principal subdividida en dues caigudes paral·leles d'una longitud estimada de 80 m que s'aboquen a una conca. Aquesta caiguda es compon de diverses caigudes d'aigua de diferents mides que baixen per dues plataformes. Una altra cascada més petita es troba a uns 50 m a l'oest d'aquesta caiguda principal. Les aigües d'aquestes dues caigudes convergeixen en un segon nivell per formar la tercera cascada que s'aboca a la vall.

## Patrimoni mundial
Aquesta cascada, junt a la falla Nyakazu, van ser afegits al UNESCO World Heritage (Patrimoni Mundial de la UNESCO) el 9 de maig de 2007, en la categoria mixta «Cultural & Natural».